# Райский проект
«Райский проект», другое название «Проект Воскрешение» (англ. The Lazarus Project) — остросюжетная драма 2008 года.

## Сюжет
В сюжете психологического триллера «Райский проект» не очень удачливый по жизни человек Бен Гарви ввязывается в криминальное дело, которое закончилось гибелью его напарников. Бена обвиняют в их убийстве и приговаривают к смертной казни, но после приведения приговора в действие, он с большим удивлением обнаруживает, что остался жив. Правда, вместо тюрьмы Бен оказывается в каком-то неизвестном ему городе, покинуть который он не может.
Он всё больше мучается совершённой ошибкой и тем, что не может встретиться со своей женой и дочуркой. Бен всё сильнее хочет вернуться к своей старой жизни и семье, но это оказывается не так просто, его душевное состояние постоянно ухудшается, а рассудок начинает туманиться. Что происходит в этом странном месте и как из него выбраться?

## В ролях
- Пол Уокер — Бен Гарви
- Пайпер Перабо — Лиза Гарви[1]
- Боб Гантон — Отец Эзра[1]
- Ламбер Вильсон — Айвери[1]
- Шон Хэтоси — Рики Гарви
- Линда Карделлини — Джули Ингрэм[1]
- Тони Карран — Уильям Ридс[1]
- Малкольм Гудвин — Робби[1]
- Бруклин Пру — Кэти Гарви

## Интересные факты
- Съёмки картины начались 15 апреля 2007 года.